# 徐璉 (明朝)
徐璉（1468年—1544年），字宗献，别号玉峰，直隶真定府武邑縣（今河北省衡水市武邑县）人，軍籍，明朝政治人物、進士出身。

## 生平
弘治八年（1495年）乙卯科順天府鄉試第一百九名舉人，十二年（1499年）己未科會試第一百九十一名，二甲第九十三名進士，授户部主事，管京庾，监临清税，总理辽东粮储，由戶部郎中出為嚴州府知府，在任三月，丁外艰归，復補袁州府知府，曾經跟從王守仁征討朱宸濠，獲首功千餘。平定叛亂后，升任江西右參政。明世宗錄功，各增秩二等。嘉靖二年，因給事御史彈劾，以進布政使致仕。所著有《玉峰集》十五卷、五言诗五卷、选唐三体诗三卷、《编群书纂要》一百九十六卷。享年七十有七。

## 家族
曾祖徐伯能；祖徐敬。父徐浩。母趙氏。具庆下。弟璞、瑞、珎、瓛。